# Angela Melillo

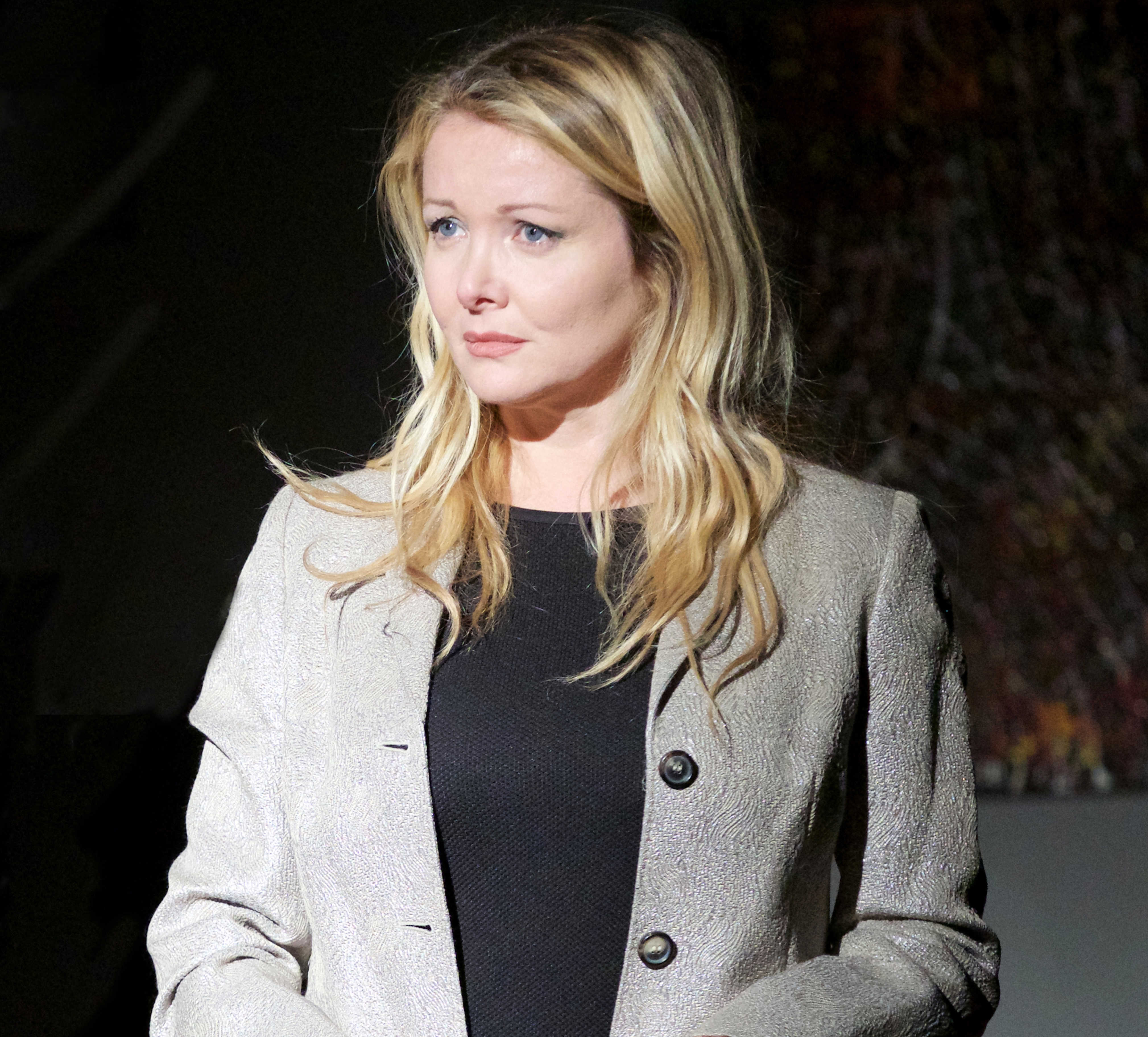
Angela Melillo

Angela Melillo (* 20. Juni 1967 in Rom) ist eine italienische Tänzerin, Fotomodell und Schauspielerin. Nachdem sie in den 1990er-Jahren ihre Karriere als Showgirl und Moderatorin begonnen hatte, gelang ihr später der Wechsel in die Schauspielerei.

## Fernsehprogramm

### Tänzerin
- Cocco (Rai 2, 1989)
- Stasera mi butto (Rai 2, 1990)
- Crème Caramel (Rai 1, 1991–1992)
- Il TG delle vacanze (Canale 5, 1991–1992)
- Scherzi a parte (Italia 1, 1992)
- Il grande gioco dell'oca (Rai 2, 1993)
- Una voce per Sanremo (TMC, 1993)
- Saluti e baci (Rai 1, 1993)
- Bucce di banana (Rai 1, 1994)
- Beato tra le donne (Rai 1, 1994)
- Rose Rosse (Canale 5, 1996)
- Gran Caffè (Canale 5, 1998)
- La zingara (Rai 1, 1999)

### Andere
- Il grande gioco del Mercante in fiera (Tmc, 1996)
- Alle due su Rai Uno (Rai 1, 1999–2000) – Co-Moderatorin
- Sereno variabile (Rai 2, 2001) – Co-Moderatorin
- Marameo (Canale 5, 2002)
- Mi consenta (Canale 5, 2003)
- La Talpa (Rai 2, 2004) – Mitbewerberin, Gewinnerin
- Domenica in (Rai 1, 2004–2005) – Co-Moderatorin
- Facce ride Show (Rete 4, 2006)
- Bellissima – Cabaret anti crisi (Canale 5, 2009)
- TV Mania (Rai 2, 2010) – geladener Gast

## Filmografie

### Fernsehen
- La casa delle beffe 2000 – Miniserie – Canale 5
- La palestra 2003 – Film – Canale 5 – Rolle: Valentina
- Il maresciallo Rocca 5 2005 – Serie, 2 Folgen – Rai 1 – Rolle: Elena Neccini
- Sottocasa 2006 – Serie – Rai 1 – Rolle: Tiziana Palme
- Don Matteo 2006 – Serie, 1 Folge – Rai 1 – Rolle: Marina
- La figlia di Elisa – Ritorno a Rivombrosa 2007 – Miniserie, 8 Folgen – Canale 5 – Rolle: Prinzessin Luisa di Carignano

### Kino
- Impotenti esistenziali, Regie: Giuseppe Cirillo (2009)
- Al posto tuo, Regie: Max Croci (2016)

## Theater
- Tre Tre Giù Giulio, Regie: Pier Francesco Pingitore
- La Vedova Allegra, Regie: Gino Landi
- Troppa Trippa, Regie: P. Pingitore
- Crem Caramel, Regie: P. Pingitore
- Mavaffallopoli, Regie: P. Pingitore
- Tutte pazze per Silvio, Regie: P. Pingitore
- Romolo e Remolo, Regie: P. Pingitore
- Facce ride show, Regie: P. Pingitore
- Miracolo a teatro, Regie: G. Liguori
- Fashion e confucion, Regie: P. Mellucci
- Una fidanzata per papà, Regie: P. Moriconi